# Acer granatense
Acer granatense Boiss. – gatunek drzewa z rodziny mydleńcowatych (Sapindaceae). Występuje naturalnie w górach południowo-wschodniej Hiszpanii i w północnej Afryce.

## Morfologia

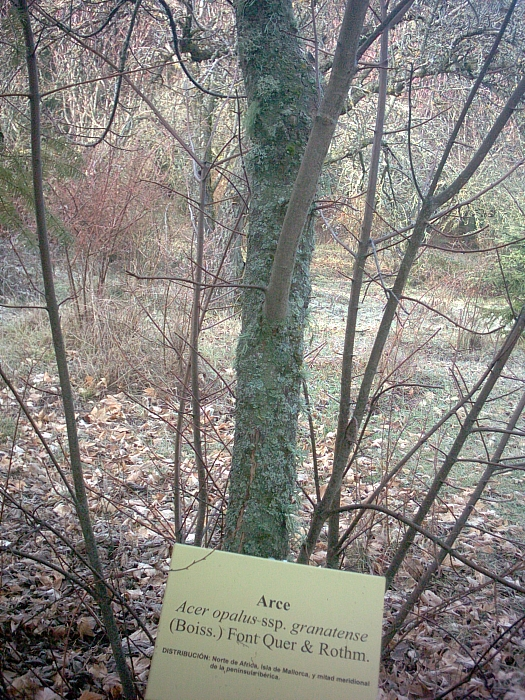
Acer granatense w jednym z hiszpańskich arboretów

PokrójMałe drzewo. Kora jest gładka o szarej barwie.
LiścieSą pofałdowane z licznymi ząbkami (bardziej liczne niż u klona hyrkańskiego). Po przerwaniu wydzielają przejrzysty sok.